# 蘇昭旭
蘇昭旭（1967年8月26日—）出生於嘉義市，台灣鐵道研究者，著作鐵道智庫全書與研究共54冊，是目前華人鐵道領域著作最多的學者。1996年起發表鐵道畫作與鐵道圖書，2001年擔任鐵道旅行雜誌總編輯，2004年該雜誌結束(期間總共出版12期)，繼續製作中文的鐵道工具書，範圍包含台灣鐵道與國際鐵道的領域。其個人部落格與圖書序中宣示其著書理念：知識的效用在於助人，以建立中文鐵道智庫全書為終身職志，讓鐵道知識普及化，落實到「科普教育」。至2022年12月為止，圖書著作共有57冊。

## 經歷
蘇昭旭於1967年生於嘉義市。曾經就讀崇文國小、大業國中、嘉義高中、逢甲大學電子工程學系畢業，大葉大學電機工程研究所碩士，國立成功大學交通管理科學研究所博士（肄業）。
現任教於國立高雄餐旅大學航空暨運輸服務管理學系，助理教授暨專業技術人員及台南市社區大學理事與資深教師。
並擔任NGO組織鐵道智庫中心與交通科學技術博物館館長、台糖烏樹林鐵道博物館榮譽館長，國家檔案局交通類檔案委員，鐵路特考命題委員，台灣鐵道暨國土規劃協會顧問、中華民國鐵道文化協會顧問、行政院農委會林務局阿里山森林鐵路顧問、嘉義世界遺產潛力點推動委員。曾任職人人出版鐵道圖書資深總編輯以及鐵道旅行雜誌總編輯。
蘇昭旭著作等身，著作研究對鐵道交通貢獻卓越，故獲頒2000年度與2001年度行政院新聞局金鼎獎，2004年度運輸傑出青年獎，2004年曾經擔任台灣高鐵行動探索館館長，著作高速鐵路新時代為台灣最早介紹全球高速鐵路的專書。他的著作鐵道智庫全書與研究五十七冊，對當代的學術貢獻巨大。
蘇昭旭長年以著書立說演講，投入保護阿里山森林鐵路，推動鐵道外交與登錄世界文化遺產，不遺餘力，他將保護阿里山森林鐵路的理念，放在2012年行政院農委會林務局出版，三本阿里山森林鐵路一百週年紀念專書裡面。2012年2月在中華民國總統府「治國週記」中接受訪問，與馬英九總統對談鐵道文化的政策。。 2020年以統計資料佐證台灣阿里山林業鐵路在「海拔最高點」與「海拔落差」兩項特質上，超越聯合國教科文組織UNESCO登錄的世界遺產鐵路，提升台灣國際能見度，並彰顯阿里山鐵道的價值，榮獲該年度「綠色奧斯卡獎」。

## 獲獎
- 2000年 個人 鐵路節 經台灣鐵路管理局評定 頒「台鐵之友」
- 2000年 著作 台灣鐵路火車百科 獲 行政院新聞局 綜合類  「金鼎獎」
- 2001年 著作 台灣鐵路蒸汽火車 獲 行政院新聞局 圖書著作「金鼎獎」
- 2004年 個人 經中華民國運輸學會評定 獲「中華民國運輸傑出青年」
- 2005年 著作 高速鐵路新時代  獲「好書大家讀」知識性讀物組 好書推薦
- 2006年 著作 世界山岳鐵道美亞澳篇 獲「好書大家讀」知識性讀物組 好書推薦
- 2009年 著作 台灣鐵路火車百科2009版 獲「好書大家讀」知識性讀物組 好書推薦
- 2009年 著作 阿里山森林鐵路傳奇 獲「好書大家讀」知識性讀物組 好書推薦
- 2011年 著作 阿里山森林鐵道與世界遺產鐵路巡禮  獲「100年嘉義縣之書」票選冠軍
- 2012年 著作 阿里山森林鐵道與世界遺產鐵路巡禮  獲「第四屆國家出版品獎」入選
- 2015年 著作 台灣鐵道經典之旅 (地方鐵路篇 )    獲「好書大家讀」知識性讀物組 好書推薦
- 2020年 個人 經中華民國農委會評定，獲109年度林業及自然保育有功人士「綠色奧斯卡獎」

## 著作

### 台灣鐵道類圖書
- 台灣鐵路火車百科（1999年初版） ISBN 9579801584
- 台灣鐵路火車百科I：台鐵高鐵捷運 完整版 ISBN 9789867112989
- 台灣鐵路火車百科II：台灣輕便鐵道小火車   ISBN 9789866435539
- 台灣鐵路火車百科III：台鐵 高鐵 捷運 第三版 ISBN 9789865903404
- 台灣鐵路蒸汽火車 ISBN 9579767386
- 台灣蒸汽火車百科  ISBN 9789864611355
- 台灣鐵路懷舊之旅 ISBN 9579801533, ISBN 9579801592
- 台灣鐵路車站圖誌 ISBN 9867916093
- 台灣鐵路車站大觀 ISBN 9789864611409
- 台灣鐵路環島風情 西部幹線篇 ISBN 9867916255
- 台灣鐵路環島風情 東線支線篇 ISBN 9867916247
- 台灣鐵路環島風情 特殊路線篇 ISBN 9867916573
- 台灣鐵道經典之旅 環島鐵路篇 ISBN 9789865903626
- 台灣鐵道經典之旅 地方鐵路篇 ISBN 9789865903701
- 台鐵憶舊四十年/黃澍民合著 ISBN 9573088533
- 老火車再現風華-台灣鐵路文化保存紀事暨鐵道博物館之展望 ISBN 9573040018
- 阿里山森林鐵道深度之旅（中文版） ISBN 9579767343
- 阿里山森林鉄道の旅（日文版）  ISBN 9867916042
- 阿里山森林鐵道 1912-1999 景觀篇  ISBN 957304000X
- 阿里山森林鐵道 1912-1999 車輛篇  ISBN 9573088592
- 阿里山森林鐵路傳奇 ISBN 9789867112972
- 阿里山森林鐵路與台灣林業鐵路傳奇 ISBN   9789864611775

### 國際鐵道類圖書
- 現代軌道運輸（與張有恒教授合著） ISBN 9867916123
- 高速鐵路新時代（2005 年初版） ISBN 9867916778
- 高速鐵路新時代（2007 年增訂版）ISBN 9789867112385
- 世界高速鐵路百科 ISBN 9789866435812
- 世界高速鐵路百科 新修訂二版 ISBN 9789864610471
- 世界山岳鐵道 美亞澳篇 ISBN 9867112199
- 世界山岳鐵道 歐洲篇 ISBN 9867112067
- 世界捷運與輕軌圖鑑 ISBN 9789866435133
- 世界鐵道與火車圖鑑 ISBN 9789866435201
- 日本鐵道經典之旅160選 ISBN 9789866435393
- 環遊世界鐵道之旅120選 ISBN 9789866435416
- 環遊世界鐵道之旅新148選 ISBN   9789864611690
- 中國鐵道火車百科I ISBN 9789864610273
- 中國鐵道火車百科II ISBN 9789864610280
- 世界鐵道與火車百科 ISBN 9789864610884
- 世界捷運與輕軌百科 ISBN 9789864610877
- 世界火車大集合1314 ISBN 9789864612123
- 發現中國鐵道新視野 I ISBN 978-986-06152-0-3
- 發現中國鐵道新視野 II ISBN 978-986-06152-1-0
- 發現中國鐵道新視野 III ISBN 978-986-06152-2-7
- 世界的蒸汽火車：200年火車分類學 300輛蒸汽機車全圖鑑 ISBN 9786263142046
- 世界的觀光鐵道：精選30多個文化資產鐵道與15條觀光鐵道 ISBN 9786263142060
- 世界的鐵道博物館：歐美亞澳68座鐵道博物館全紀錄及台灣12個潛力點 ISBN 9786263143029
- 世界的鐵道火車站：深度探索48國火車站與300多座特色車站 ISBN 9786263143036

### 政府出版品類圖書
- 阿里山森林鐵道與世界遺產鐵路巡禮  嘉義縣文化處出版  ISBN 9789860268829
- 阿里山森林鐵道與世界遺產鐵路巡禮  文建會文資總處 ISBN 9789860268812
- 全球輕便鐵道大觀與東線輕便鐵道之再生    花蓮縣文化局出版 ISBN 9789860267327
- 世紀風華  阿里山森林鐵路百年車輛史      農委會林務局出版 ISBN 9789860316261
- 世紀風華  阿里山森林鐵路百年紀實        農委會林務局出版 ISBN 9789860319040
- 世紀風華  阿里山森林鐵路與百大山岳鐵道  農委會林務局出版 ISBN 9789860323146
- 羅東林鐵  蒸情記憶    農委會林務局出版 ISBN 9789860420180
- 阿里山森林鐵路的故事中文版 農委會林務局出版 ISBN 9789860427912
- 阿里山森林鐵路的故事英文版 農委會林務局出版 ISBN 9789860506426
- 阿里山森林鐵路的故事日文版 農委會林務局出版 ISBN 9789860528695
- 阿里山林業鐵路的故事中文版 (阿里山森林鐵路的故事的改版電子書) 農委會林務局出版 ISBN 9786267110041
- 驛繪言傳 (楊燁、蘇昭旭 合著) 財團法人台北市文化基金會出版 ISBN 9786269649105
- 鐵道博物館 鐵道與文化的連結器 (周永暉、蘇昭旭 合著) 台灣軌道工程學會出版 ISBN 9789576555695

## 攝影與畫作
- 1997-2001年出版五年的鐵道畫作月曆，後續其攝影與畫作則以明信片居多，歷年作品約數十餘種。後來其個人作品使用於2009年台鐵122周年紀念悠遊卡，中華民國新版晶片護照，2011年中華民國建國一百年百元鈔票紀念冊，2012年阿里山森林鐵路100年紀念郵票小全張，2015年臺灣鐵道觀光郵票。[來源請求]

## 外部連結
- 蘇昭旭老師的全球鐵道視野部落格 （页面存档备份，存于）